# Viktor und Viktoria (1957)
Viktor und Viktoria ist eine deutsche Verwechslungskomödie von Karl Anton aus dem Jahr 1957. Die Neuverfilmung des gleichnamigen Films aus dem Jahr 1933 lief auch unter dem Titel Verliebt, verlobt, verheiratet. Es folgte 1982 eine US-amerikanische Version mit James Garner und Julie Andrews in Victor/Victoria.

## Handlung
Damenimitator Viktor ist gerade seine Pariser Wohnung gekündigt worden. Nach einer Nacht auf der Parkbank ist er heiser und wird bei einem Vorsprechen und -singen daher nicht engagiert. Er hat keinen Pfennig mehr in der Tasche, beim Bratwurstverkäufer bereits seinen Koffer versetzt und kann auch sein letztes Engagement in einer heruntergekommenen Kneipe nicht antreten, da seine Stimme versagt. Beim Vorsprechen ebenfalls abgelehnt wurde die junge Erika, die erst am Anfang ihrer Karriere steht. Auch sie muss für den Bratwurstverkauf ihre Tasche versetzen und so beschließen beide Sänger, sich zusammenzutun: Erika soll für den einen Abend Viktor auf der Bühne vertreten und sich als Mann ausgeben, der sich als Frau verkleidet. Ihr Auftritt am Abend wird ein großer Erfolg. Beide Künstler erhalten nicht nur ihren Lohn, sondern gleich noch ein Engagement an einer richtigen Pariser Varietébühne. Dort sieht sie der bedeutende französische Varietébesitzer Jean Perrot, der sie engagiert. Perrot geht mit Erika, die sich als Mann verkleidet „Erich“ nennt, in eine Bar. Sie rauchen und trinken gemeinsam, doch verliert Erika ihren Pass, durch den Perrot erkennt, dass er es in Wirklichkeit mit einer Frau zu tun hat.
Erika kann wenig später ihren Pass im Fundbüro abholen und muss sich dafür wieder als Frau herrichten. So sieht sie Perrot wieder und Erika stellt sich als Erichs Schwester vor. Während Perrot mit Erika flirtet und vor „Erich“ von dessen Schwester schwärmt, ist Viktor misstrauisch: Er fürchtet nicht nur, dass die Maskerade aufgedeckt wird, sondern auch den Verlust seiner Bühnenpartnerin. Zudem warnt er Erika vor dem Frauenheld Perrot und wettet, dass Perrot sie vergessen wird, wenn sie ihm drei Tage lang nicht als Frau unter die Augen tritt. Tatsächlich lädt Perrot Erika am nächsten Tag zum Abendessen. Erika erfährt durch Perrots Stellvertreter Lacoste, dass sich Perrot an diesem Tag verloben will. Sie weiß nicht, dass Perrot sie um ihre Hand bitten will, sondern glaubt eine reiche Frau, die sie mit Perrot im Restaurant sieht, sei seine Auserwählte. Enttäuscht reist sie gen Deutschland ab und hinterlässt Viktor einen Brief, in dem sie ihm mitteilt, dass sie ihren Bruder ermordet habe. Die Polizei vermutet einen tatsächlichen Mord und nimmt Erika an der Grenze fest. Perrot, der zu ihr eilt, gibt eine Mittäterschaft am Mord zu und beide werden zurück nach Paris gebracht. Hier hat Viktor in der blonden Titine einen Ersatz für Erika gefunden und präsentiert mit ihr das Showprogramm. Er will Titine heiraten und auch Perrot und Erika, deren „Fall“ durch Perrots Anwalt geklärt wurde, fallen sich auf der Bühne in die Arme.

## Produktion
Viktor und Viktoria basiert auf einem Drehbuch von Curt J. Braun, das nach der Originalidee von Reinhold Schünzel entstand. Der Film wurde am 5. April 1957 im Theater am Aegi in Hannover uraufgeführt. Es war das Leinwanddebüt von Johanna von Koczian und der letzte Film des Schauspielveteranen Kurt Vespermann.
Im Film sind verschiedene Tanznummern zu sehen, die von Velerie Camille (Radio City Music Hall, New York City), Alician Marquez und Jack del Rio (Folies Bergère, Paris) sowie den Les Romanos Brothers gezeigt werden. Zudem werden verschiedene Schlager gesungen:
- Georg Thomalla, Johanna von Koczian: Leo, Leo, Leo
- Georg Thomalla, Johanna von Koczian, Johannes Heesters und Annie Cordy: Verliebt, verlobt, verheiratet!
- Johanna von Koczian, Johannes Heesters: Je vous adore
- Johanna von Koczian: Des Alleinseins müde
- Georg Thomalla, Annie Cordy: Macky Macky! Sonny Boy
- Johanna von Koczian, Georg Thomalla: Die größte Katastrophe

Zudem werden die Lieder von den Vier Sunnies und dem Cornel-Trio begleitet.

## Kritik
Das Lexikon des internationalen Films befand: „Frisch die Hauptdarstellerin, abwechslungsreich die Choreographie – für deutsche Maßstäbe, trotz einiger Längen, ein Revue- und Verwechslungslustspiel über dem Durchschnitt.“
Cinema nannte Viktor und Viktoria ein „flottes Remake“.